# Hjemmeautomatiseringsystem
Et hjemmeautomatiseringsystem er en hjemmeautomatisering, eller boligautomatisering der gør det muligt at styre lys, klima, underholdningssystemer, som TV og lyd, samt alarmer, adgangskontrol m.m. via stikkontakter, og betjeningstryk. Disse stikkontakter og betjeningstryk kan være forbundet med kommunikationskabel til en central controller eller de kan kommunikerer trådløst med hinanden via radiosignaler. Det bliver også kaldt Det Intelligente Hjem (Home Control eller bare "HC").
Fordi stikkontakter ikke skal forbindes med elektriske ledninger og fastsættes på væggen, kan man sætte afbrydere op hvor som helst.
Et hjemmeautomatiseret system er oftest forbundet til en central station eller ”gateway”. De forskellige lyskilder, apparater m.m. kan styres via en brugergrænseflade enten i form af en vægopsat terminal, tablets, smartphones, en stationær computer eller et webinterface.
HC giver større sikkerhed, da man kan checke, at ovnen, strygejernet eller kaffemaskinen er slukket, mens man ikke er hjemme. Det giver også større komfort, da man kan trække gardiner fra og for, rullemarkisen ud eller skrue op for varmen, inden man kommer hjem. Dermed giver HC også en økonomisk fordel, fordi man kan fjernkontrollere energikrævende elementer, der ikke behøver at køre, når der ikke er nogen hjemme.

## HC i gamle boliger
HC kan opsættes uden at trække ledninger, så derfor er det ofte den foretrukne løsning i gamle huse, der skal renoveres og have nye el-installationer. Det er i langt de fleste tilfælde muligt at opsætte HC i gamle huse.

## HC i nye boliger
I dag bygges de fleste huse med HC, og ejeren behøver derfor ikke at få opsat installationer. Man kan opsætte en trådløs løsning, hvormed man kan installere HC uden at skulle trække ledninger.

## Hjemmeautomatiseringssystemer i fremtiden
I takt med, at forventningerne til elektroniske apparater som smartphones og tablets stiger, vil ønsket om et hjemmeautomatisringssystem stige, især da de også kan mere og mere.

## Problemer
Et wifinetværk, som er tilsluttet internettet, kan blive udsat for hacking.
Teknologien er stadig i sit tidlige stadie, og forbrugere kan risikere at investere i et system, som bliver udfaset. I 2014 købte Google firmaet, der solgte hjemmeautomatiseringssystemet "The Revolv Hub", som de integrerede med "Nest". I 2016 slukkede Nest de servere, som Revolv Hub var afhængigt af, og det gjorde dermed hardwaren ubrugelig.